# 埃尔米纳
埃尔米纳（英語：Elmina，也被当地的芬提人称为Edina），是南部加纳的中部大区海岸的一个城镇和多个市辖区的首府，位于大西洋的一个海湾上，海岸角以西12（7.5英里）。埃尔米纳是西非的第一个欧洲定居点，人口 33,576 人。

## 历史
在葡萄牙人到来之前，该镇位于本亚泻湖和大海之间的半岛上，因此被称为“Anomansah”（意为“永恒的”或“取之不尽的饮料”）。
1478年（卡斯蒂利亚王位继承战争期间），一支由35艘帆船组成的卡斯蒂利亚舰队和一支葡萄牙舰队在埃尔米纳附近为控制几内亚贸易（黄金、奴隶、象牙以及争夺天堂椒）进行了一场大型海战，即几内亚海战。战争以葡萄牙海军的胜利而告终，随后天主教双王正式承认葡萄牙对大部分西非领土的主权，这些内容体现在了1479年的阿尔卡索瓦什和约中。这是欧洲列强之间的第一次殖民战争，此后更多的殖民者相继到来。
该镇围绕圣乔治达米纳城堡发展，其中城堡由葡萄牙人第奥古·德阿赞布雅于1482年在名为"Amankwakurom"或"Amankwa"的城镇或村庄的遗址上建造。它是葡萄牙在西非进行贸易和剥削非洲财富的总部。葡萄牙人最初感兴趣的是黄金，1487年至1489年间有8,000盎司运往里斯本；1494年至1496年间有22,500盎司；到16世纪初有26,000盎司。
后来港口扩大，其贸易活动囊括了通过埃尔米纳贸易站运送的数万名奴隶，仅从1500年到1535年间便有1万到1.2万名奴隶进入港口。截止1479年，葡萄牙人最远从贝宁运送奴隶，这些奴隶占埃尔米纳贸易的10%，并被用来开垦土地进行耕种。:23–24

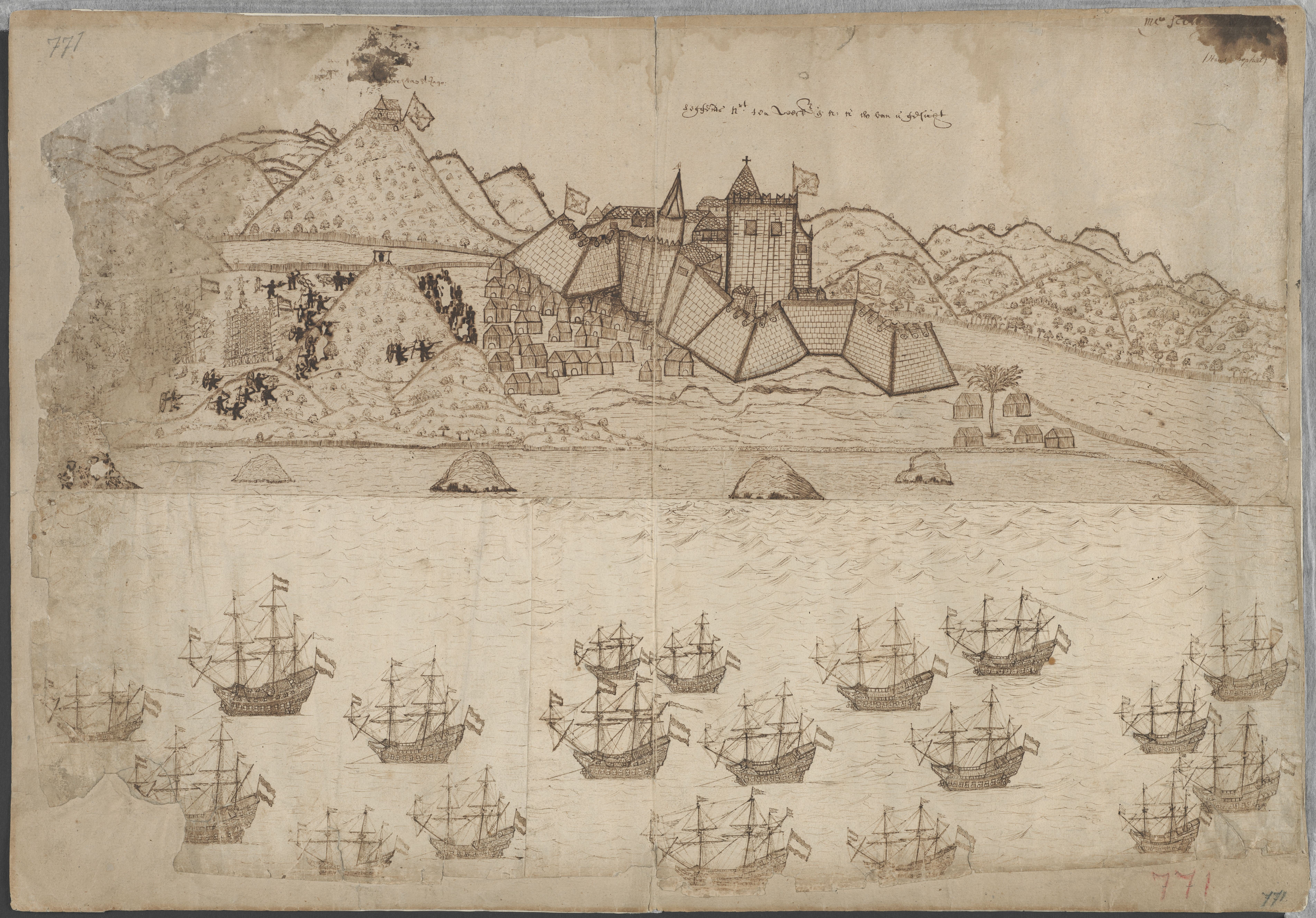
在岸上登陆的荷兰军队与当地人作战以夺取当地堡垒

埃尔米纳优越的地理位置使其成为在前往印度途中向南驶向好望角的船只补给的重要地点。葡萄牙人在埃尔米纳海岸开展多年商业活动后，荷兰人通过梅登布利克的巴伦特·埃里克斯了解到了这项有利可图的活动，他是最早的贸易商和几内亚航海家之一。埃里克斯在普林西比岛做囚犯时了解了埃尔米纳海岸的贸易，成为荷兰人取得地理和贸易信息方面的主要渠道。1637年荷兰西印度公司占领了埃尔米纳；在随后的几个世纪里，它主要被用作奴隶贸易的中心。英国人曾于1782年袭击了这座城市，但在1872年以前，它一直都在荷兰人手中。1872年，荷属黄金海岸被卖给了英国人。自称宗主的阿散蒂国王反对转让，并发动了1873年至1874年的第三次英国-阿散蒂战争。
埃尔米纳的圣贾戈山（St. Jago Hill）也是科恩拉斯堡的所在地，该堡垒由葡萄牙人于1555年建造并冠以“圣地亚哥堡（Forte de Santiago）”之名；且被用于商业目的。1637年，荷兰人占领了埃尔米纳的主要城堡后，征服了它并重新命名。如今，埃尔米纳的经济支柱产业是渔业、制盐业和旅游业。埃尔米纳城堡非常靠近海岸角城堡，这是另一座历史悠久的堡垒，以其在跨大西洋奴隶贸易中的作用而闻名。

## 经济
从2003年开始，埃尔米纳与外国投资者一起启动了2015年埃尔米纳战略，这是一个改善城镇许多方面的大型项目，包括排水和废物管理，有助于改善市民的健康，修复埃尔米纳的渔业和港口，促进该地的旅游业和经济发展，并改善医疗和教育服务。

## 气候
| 埃尔米纳               | 埃尔米纳    | 埃尔米纳    | 埃尔米纳    | 埃尔米纳    | 埃尔米纳    | 埃尔米纳    | 埃尔米纳    | 埃尔米纳    | 埃尔米纳    | 埃尔米纳    | 埃尔米纳    | 埃尔米纳    | 埃尔米纳    |
| 月份                   | 1月         | 2月         | 3月         | 4月         | 5月         | 6月         | 7月         | 8月         | 9月         | 10月        | 11月        | 12月        | 全年        |
| ---------------------- | ----------- | ----------- | ----------- | ----------- | ----------- | ----------- | ----------- | ----------- | ----------- | ----------- | ----------- | ----------- | ----------- |
| 平均高温 °C（°F）      | 30.8 (87.4) | 31.4 (88.5) | 31.8 (89.2) | 31.5 (88.7) | 30.6 (87.1) | 28.7 (83.7) | 27.4 (81.3) | 26.9 (80.4) | 27.9 (82.2) | 29.5 (85.1) | 30.8 (87.4) | 30.9 (87.6) | 29.9 (85.8) |
| 平均低温 °C（°F）      | 22.7 (72.9) | 23.5 (74.3) | 23.8 (74.8) | 23.8 (74.8) | 23.7 (74.7) | 23.1 (73.6) | 22.3 (72.1) | 21.8 (71.2) | 22.5 (72.5) | 22.9 (73.2) | 22.7 (72.9) | 22.8 (73.0) | 23.0 (73.4) |
| 平均降水量 mm（）      | 25 (1.0)    | 36 (1.4)    | 84 (3.3)    | 103 (4.1)   | 203 (8.0)   | 325 (12.8)  | 102 (4.0)   | 42 (1.7)    | 55 (2.2)    | 116 (4.6)   | 84 (3.3)    | 30 (1.2)    | 201 (7.9)   |
| 来源：Climate-Data.org |             |             |             |             |             |             |             |             |             |             |             |             |             |

## 旅游
除了埃尔米纳城堡和科恩拉斯堡，埃尔米纳的主要旅游景点还有荷兰公墓和埃尔米纳爪哇博物馆。

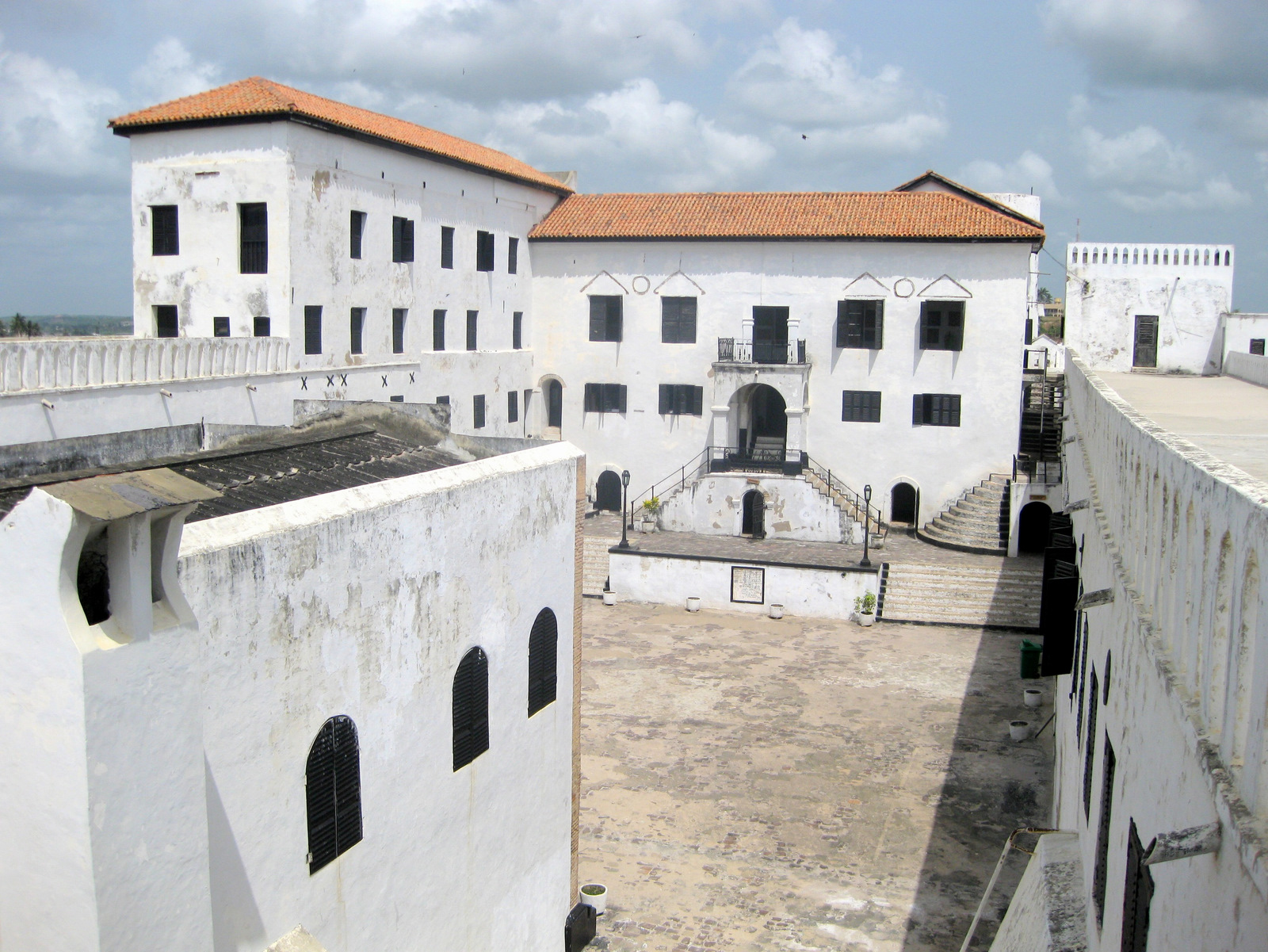
埃尔米纳城堡（St. George of the Mine Castle）
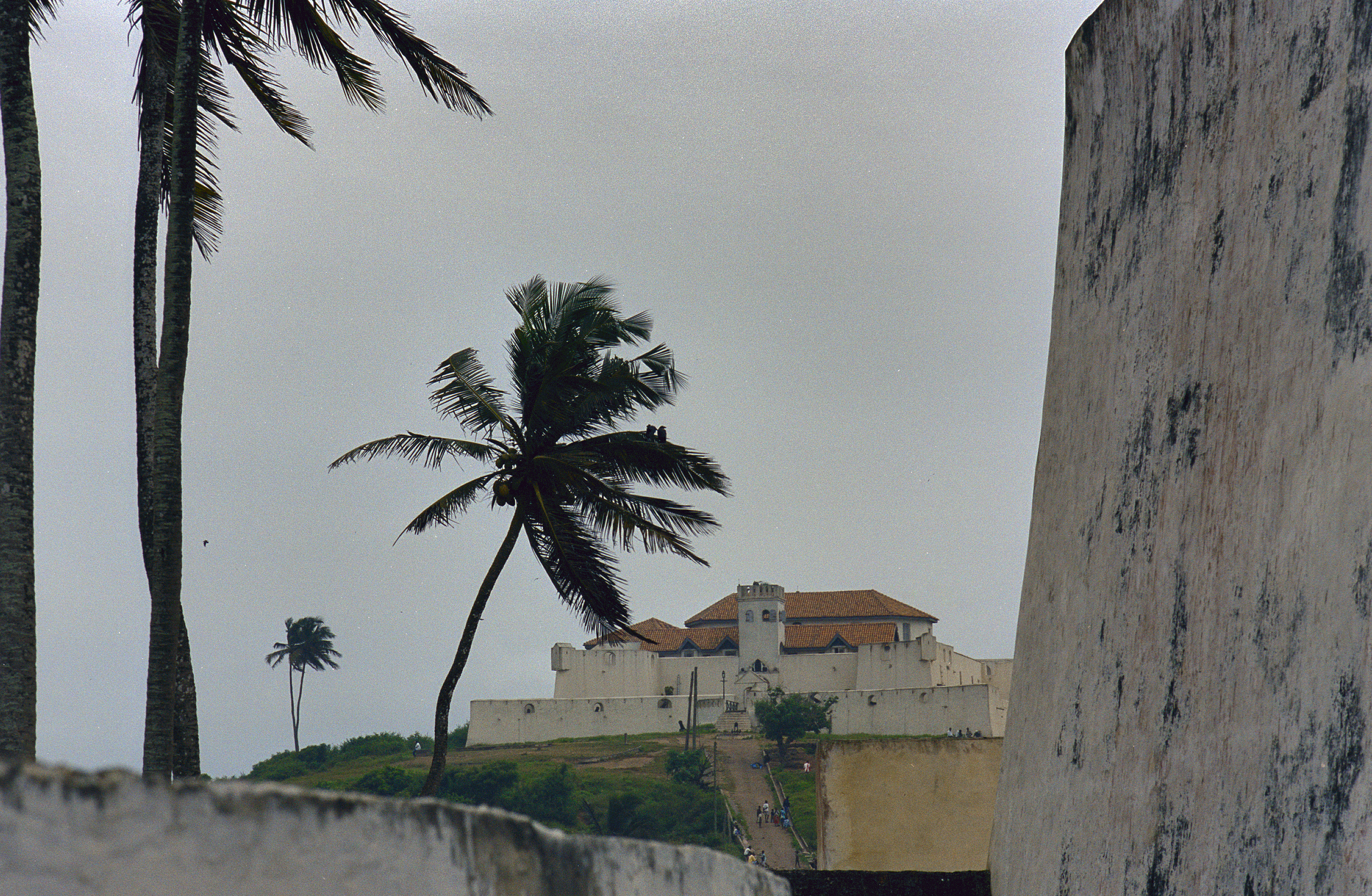
科恩拉斯堡
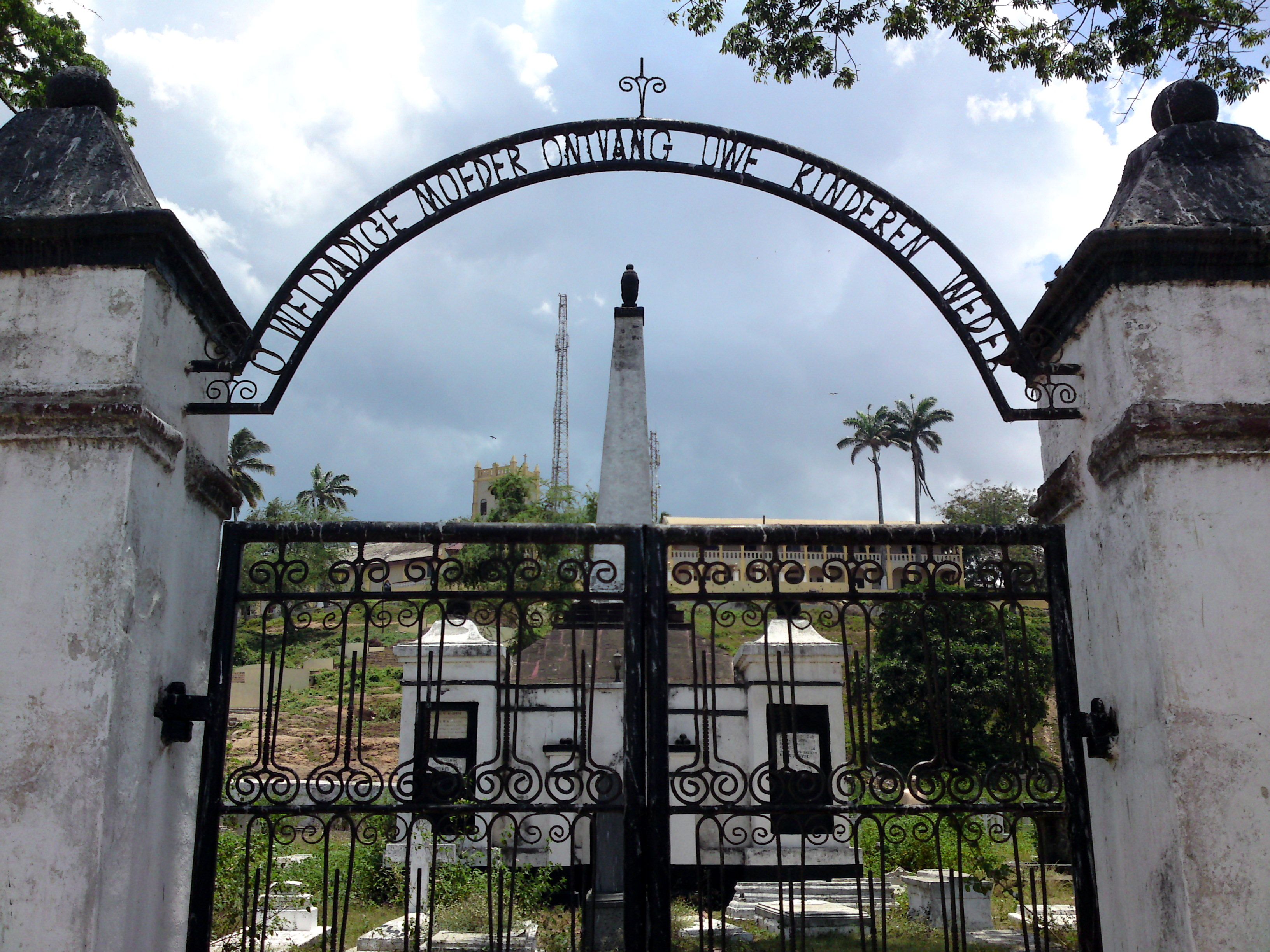
荷兰公墓
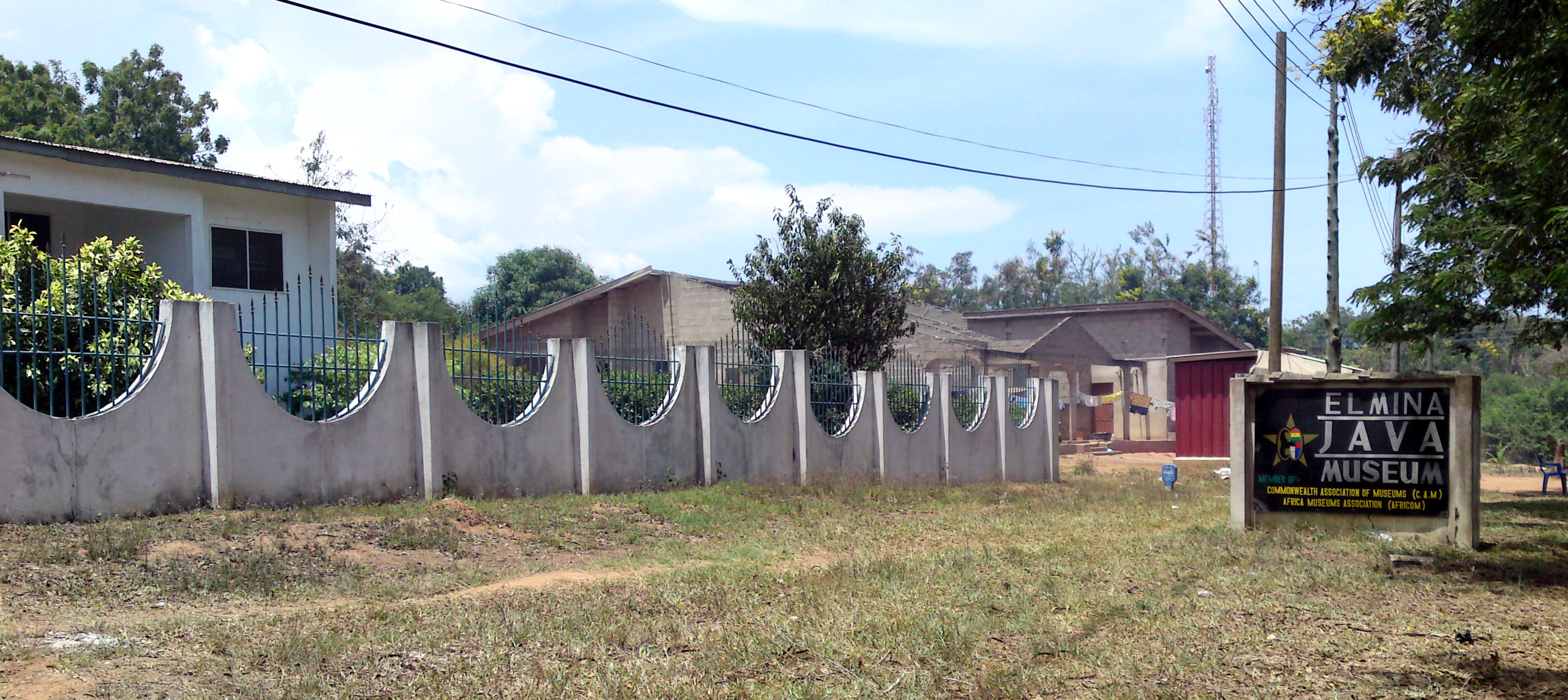
埃尔米纳爪哇博物馆
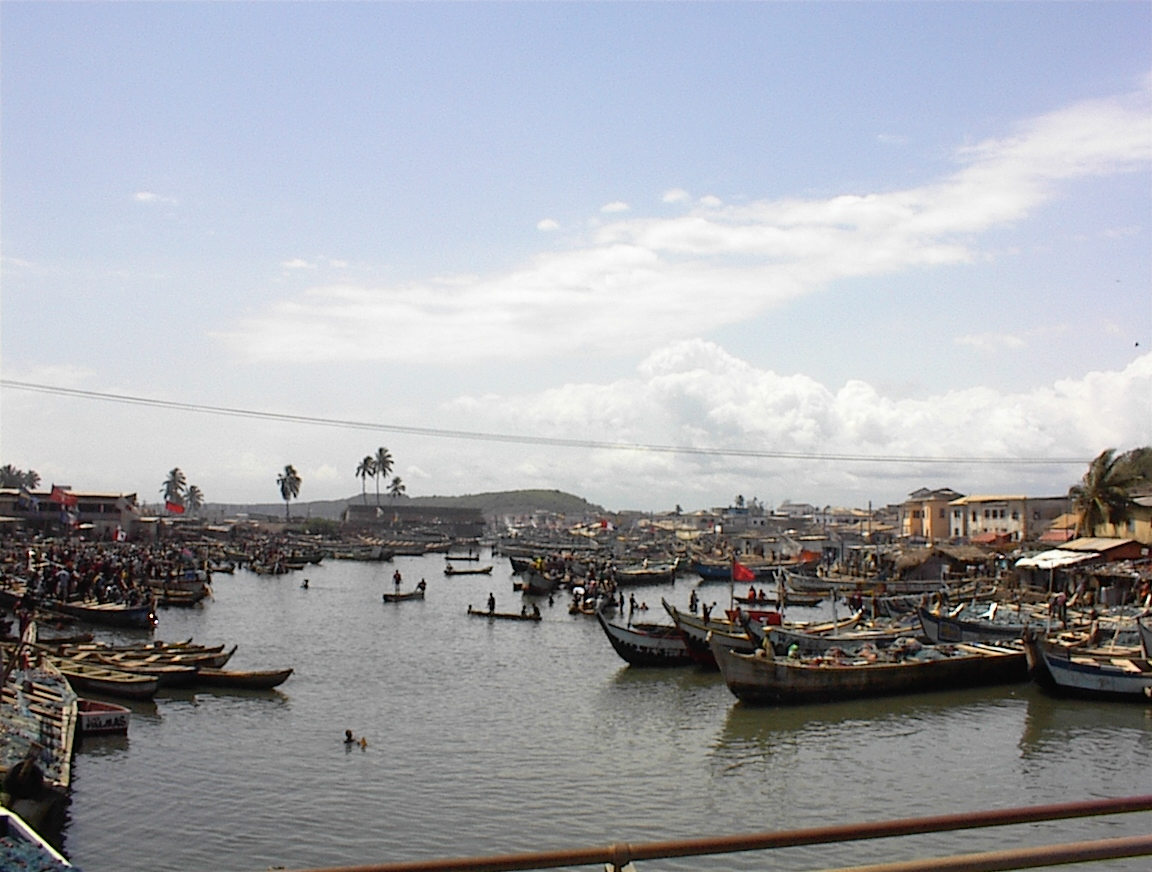
捕鱼船队（英语：fishing fleet）

## 友好城市
国际姐妹城市指定的埃尔米纳姐妹城市名单：
|      | 国家 |  | 城市 |  | 县/区/地区/州 | 日期 |
| ---- | ---- |  | ---- |  | ------------- | ---- |
| 荷兰 | 荷兰 |  | 豪达 |  | 南荷兰        |      |
| 美国 | 美国 |  | 梅肯 |  | 乔治亚州      |      |

## 节日
埃尔米纳是一年一度的巴卡图节的举办地，该节庆祝海洋和当地渔业文化，于每年7月的第一个星期二举行。
Bakatue翻译后的意思是“泻湖的开口”或“泻湖的排水”。它是为了纪念欧洲人建立埃尔米纳镇而庆祝的。它还庆祝祈求神灵，Nana Benya对国家和人民的持续保护。

## 著名机构
- Benya FM[12]

## 图集

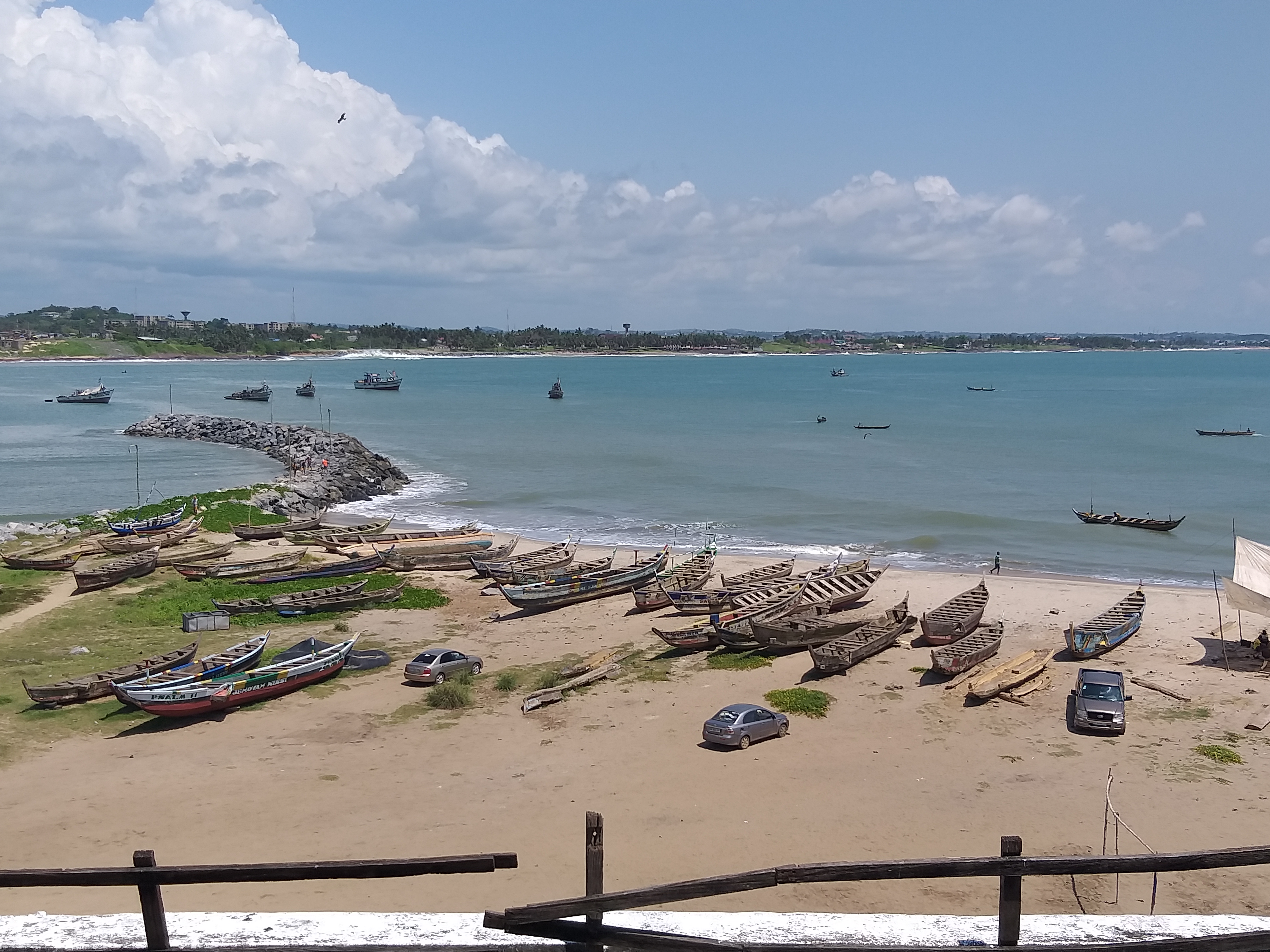
岸边的独木舟
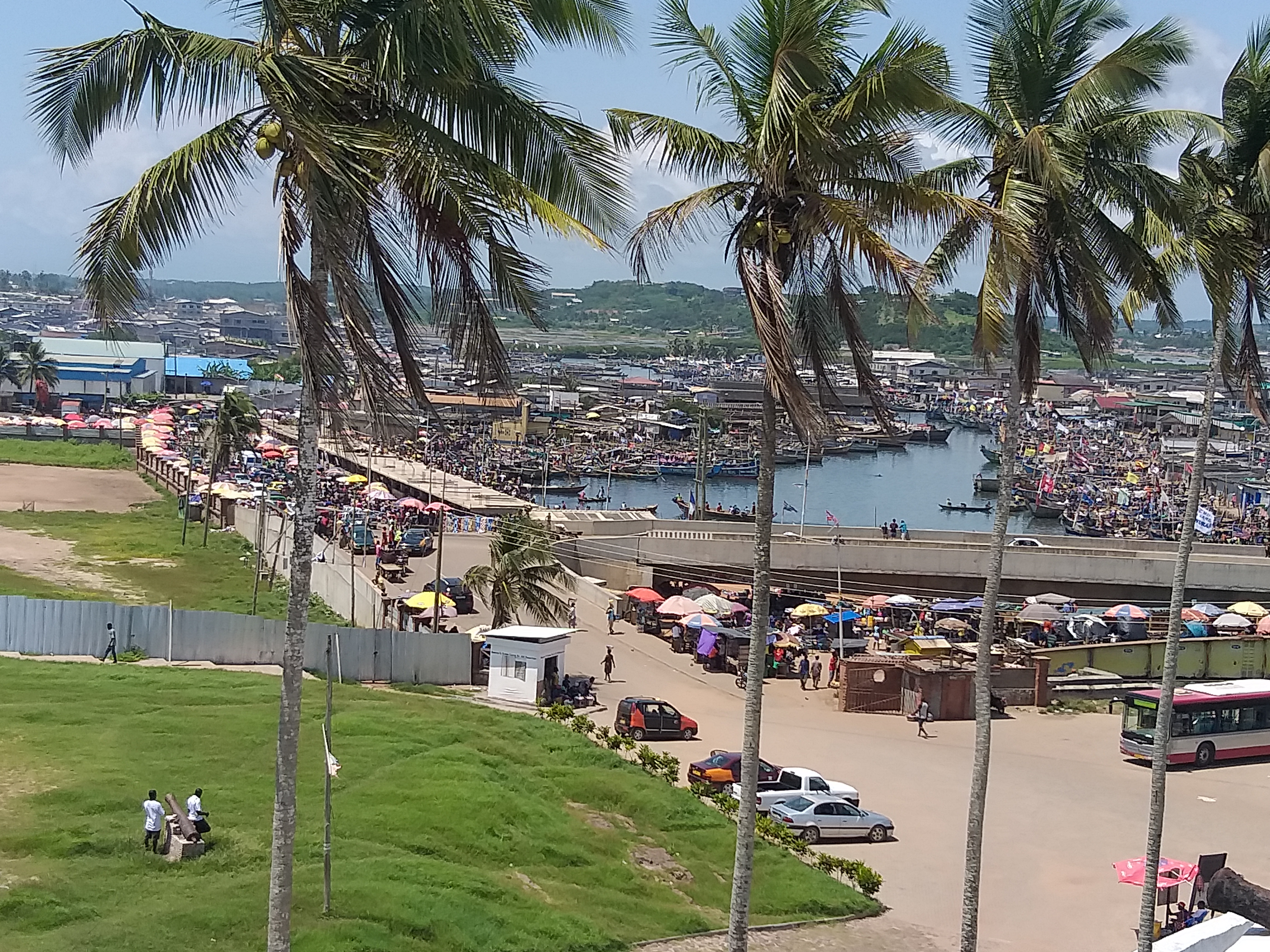
埃尔米纳，一个沿海城市
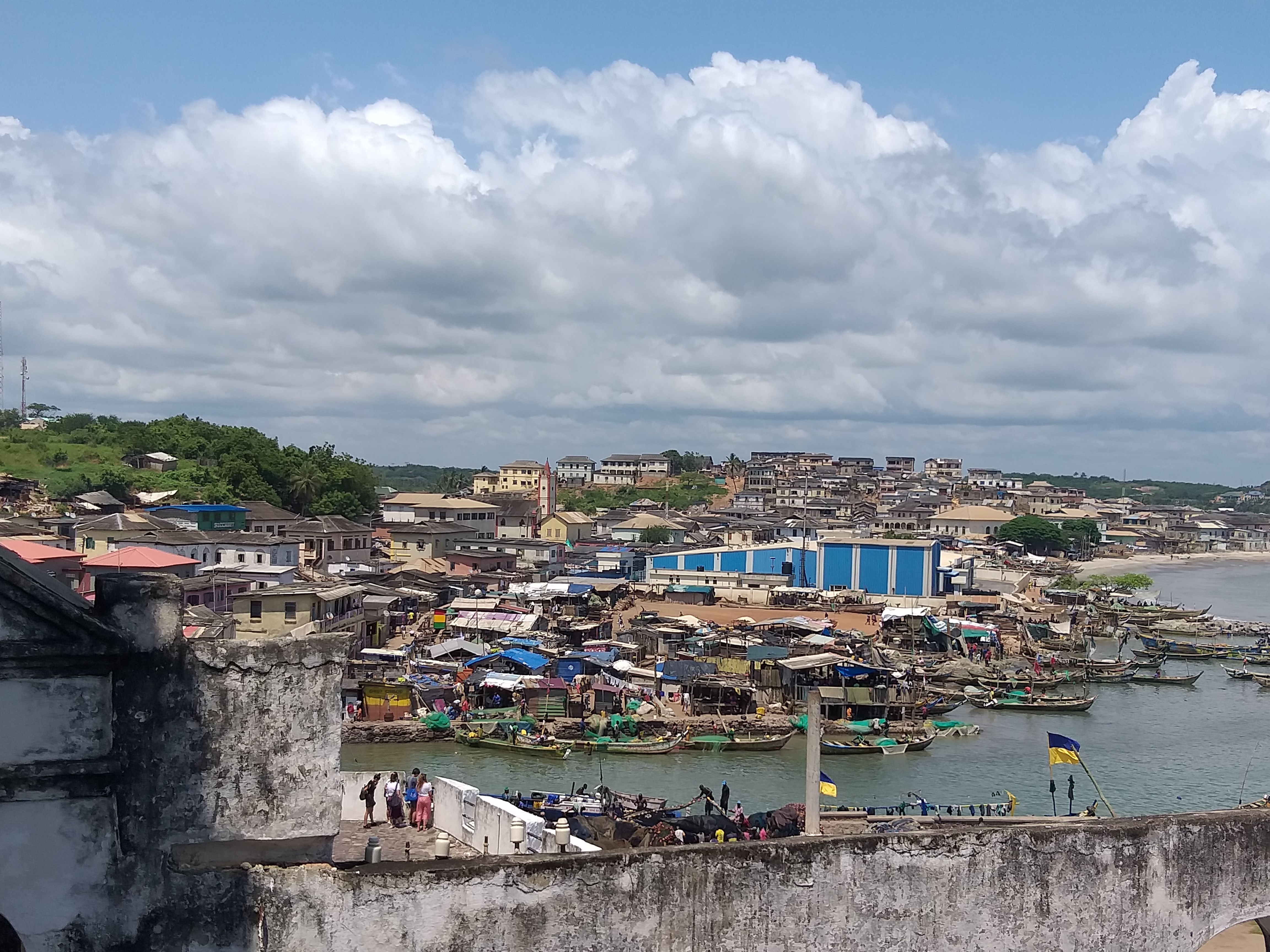
位于埃尔米纳的本亚泻湖及其周边地区